# Нагорний (Амурська область)
Нагорний (рос. Нагорный) — селище у Октябрському районі Амурської області Російської Федерації. Розташоване на території українського історичного та етнічного краю Зелений Клин.
Входить до складу муніципального утворення Єкатеринославська сільрада. Населення становить 33 особи (2018).

## Історія
З 20 жовтня 1932 року входить до складу новоутвореної Амурської області.
З 1 січня 2006 року органом місцевого самоврядування є Єкатеринославська сільрада.

## Населення
| 2002 | 2010 | 2012 | 2013 | 2014 | 2015 | 2016 |
| ---- | ---- | ---- | ---- | ---- | ---- | ---- |
| 73   | ↘46  | ↗49  | ↘42  | ↘40  | ↘39  | ↘37  |
| 2017 | 2018 |      |      |      |      |      |
| ↘35  | ↘33  |      |      |      |      |      |